# نقص الإثبات
نقص الإثبات، في فلسفة العلوم، مصطلح يشير إلى المواقف التي لا يكون فيها الدليل المطروح كافيًا لتشكيل الرأي الذي ينبغي اتخاذه بشأن هذا الدليل.
على سبيل المثال، إذا كان من المعروف أنه تم إنفاق 10 دولارات بالضبط على شراء تفاح وبرتقال، وأن سعر التفاح دولار واحد والبرتقال دولاران، ومع ذلك، لا نملك الدليل الكافي لمعرفة عدد التفاحات والبرتقالات التي تم شراؤها بالضبط. يمكننا أن نقول في هذا المثال أن الرأي حول الكمية التي تم شراؤها يعاني من نقص الإثبات بسبب عدم وجود دليل كافٍ.

## معلومات تاريخية عن نقص الإثبات
كان أصحاب المذهب الشكوكي من اليونانين القدماء ينادون بالتكافؤ، أي فكرة أن الأسباب المؤيدة والمعارضة للإدعاءات تكون متوازنة بالتساوي، وينطوي هذا على الأقل على الشعور بأن الادعاءات نفسها ينقصها الإثبات.
لقد ظهر مصطلح نقص الإثبات مرة أخرى تحت مسميات مختلفة في العصر الحديث في أعمال رينيه ديكارت، فمن بين الحجج الشكوكية الأخرى، قدم ديكارت حجتين تنطويان على نقص الإثبات، فتشير حجة النوم إلى أن التجارب التي ندركها أثناء الحلم (مثل السقوط) لا تشتمل بالضرورة على معلومات كافية لتنتقص من الموقف الحقيقي (كونك نائمًا في السرير)، واستنتج أنه نظرًا لأن المرء لا يمكنه دومًا التمييز بين الأحلام والحقيقة، فإنه لا يمكنه استبعاد احتمالية أنه يحلم حاليًا ولا يختبر تجارب حقيقية؛ ومن ثم ينقص الإثبات في نتيجة أن المرء يمر بتجربة حقيقية. وافترض ديكارت في حجة الشيطان الخادع أن جميع التجارب التي يمر بها المرء وجميع الأفكار يمكن أن يحركها «شيطان خادع قوي جدًا ومخادع»، ونؤكد مرة أخرى أنه طالما كانت الحقيقة المدركة تبدو متسقة داخليًا مع قدرة الشخص المحدودة على الحديث، فإنه يصعب التمييز مابين هذا الموقف وبين الحقيقة ولا يمكن للشخص أن يحدد منطقيًا أن هذا الشيطان غير موجود.

## نقص الإثبات والدليل
لبيان أن النتيجة ينقصها الإثبات، يجب أن يبين المرء أن هناك نتيجة منافسة تتساوى معها جيدًا من حيث الأدلة المدعمة حسب معايير الأدلة، ومن الأمثلة البسيطة على نقص الإثبات هي إضافة عبارة «عندما نبحث عن دليل» (أو بصورة أكثر عمومًا، أية عبارة لا يمكن إثبات خطأها. فعلى سبيل المثال يمكن أن تتعارض نتيجة «الأشياء القريبة من الأرض تسقط باتجاهها عندما نسقطها» مع نتيجة «الأشياء القريبة من الأرض تسقط باتجاهها عندما نسقطها ولكن هذا يحدث فقط عندما نفحص ذلك وهو يحدث». ونظرًا لأن المرء قد يلحق هذه العبارة بأية نتيجة، فإن جميع النتائج ينقصها الإثبات ولو بدرجة بسيطة على الأقل، وإذا كان المرء يعتبر أن تلك العبارات غير شرعية، مثل تطبيق موس أوكام، فإن «الخدع» لا تعتبر بيانًا لنقص الإثبات.
ينطبق هذا المفهوم أيضًا على النظريات العلمية مثلا، من التافه أيضًا أن تجد مواقف لم تتناولها النظرية. فعلى سبيل المثال: لا تميز الميكانيكا الكلاسيكية بين الإطارات المرجعية. ومن ثم فإن أية نتيجة حول الإطار المرجعي كانت تنقصها الإثبات؛ ويتسق هذا على نحو متساوٍ مع النظرية التي تقول إن النظام الشمسي في حالة استقرار، أي كأنها تقول إن النظام الشمسي يتحرك بسرعة ثابتة في اتجاه معين. ولقد ذكر نيوتن نفسه تلك الاحتمالات التي لا يمكن التمييز بينها. وعلى نحو عام، قد لا يكون الدليل دومًا كافيًا للتمييز ما بين النظريات المتعارضة (أو لتحديد نظرية مختلفة توحد الاثنين معًا) مثلما هو الحال مع النسبية العامة وميكانيكا الكم.

## حجج حول نقص الإثبات
تحاول الحجج حول نقص الإثبات أن توضح أنه لا يوجد دليل كافٍ يدعم تصديق بعض النتائج، طالما أنه ينقصها دليل قطعي. وبناءً عليه، إذا توفر دليل في وقت معين يمكن تفسيره بشكل متساوٍ لصالح إحدى الفرضيات على الأقل، فلا يوجد سبب يبرر اعتمادنا على تلك النتيجة عوضًا عن النتيجة المتنافسة المدعومة على نفس المستوى، رغم أنه يمكن التخلص من العديد من الفرضيات الأخرى. يمكن تعزيز الفهم بالتركيز على الفرق بين قطعي الدلالة وظنيها، حيث يمكن أن يكون الدليل القطعي المتوفر مؤثرًا في تحديد صحة الفرضية بشكل أكبر.

## وصلات خارجية
- Underdetermination, explained at the Galilean Library
- Underdetermination and the Claims of Science by P.D. Magnus
- Stanford، Kyle (Winter, 2000)، Edward N. Zalta (المحرر)، Underdetermination of Scientific Theory، The Stanford Encyclopedia of Philosophy، مؤرشف من الأصل في 2019-09-27 {{استشهاد}}: تحقق من التاريخ في: |تاريخ= (مساعدة)